# Dragonlance: Fifth Age
Dragonlance: Fifth Age è un gioco di ruolo fantasy pubblicato dalla Tactical Studies Rules nel 1996, ambientato nell'universo di Dragonlance che usa il sistema di gioco SAGA System.

## Sistema di gioco
Dragonlance: Fifth Age è un gioco di ruolo che utilizza carte da gioco piuttosto che dadi per risolvere le azioni e il combattimento. Ogni giocatore ha una mano di carte con un valore che varia da 1 a 10. La dimensione della mano dipende dal numero di cerche o scenari completati dal personaggio giocante del giocatore. Ogni volta che deve essere tentata una prova di abilità o risolto un combattimento il giocatore gioca una carta dalla sua mano e aggiunge il suo valore a quello di un attributo del personaggio, se il totale è maggiore della soglia di difficoltà determinata dal narratore il personaggio ha successo. Il ruolo drammatico dei personaggi in Dragonlance viene enfatizzato dal manuale, che assume che azioni mondane come acquistare dell'equipaggiamento normale non siano necessarie per il gioco di ruolo. Piuttosto che usare una lista di incantesimi definita il gioco usa un sistema magico aperto in cui il giocatore descrive cosa tenta di ottenere il personaggio usando le abilità magiche di cui dispone e il narratore decide fino a quale punto l'eroe ha successo.
Un Personaggio giocante viene creato pescando a caso una mano di dodici carte, da cui se ne scelgono due per definirne il carattere (per esempio "privo di immaginazione", "audace", "imperioso", "attento"), mentre le carte rimanenti sono assegnate alle sue caratteristiche (agilità, destrezza, resistenza, forza, ragione, percezione, spirito e presenza), alla sua reputazione e al suo livello di ricchezza.

### Ambientazione
Il gioco è ambientato trent'anni dopo il cataclisma di Krynn, in seguito al quale gli antichi dei se ne sono andati dopo la distruzione portata da Chaos. nell'Era dei Mortali. I signori dei draghi governano la maggior parte di Ansalon e hanno massacrato gli altri draghi per ottenerne la loro forza vitale. Nonostante la presenza dei draghi, l'uomo è la forza dominante di Ansalon. L'antica magia del mondo è scomparsa e creature come i draghi buoni, gli elfi di Silvanesti e i kender vivono nella paura. È un'epoca di caos in cui fazioni rivali lottano per il potere e i draghi tentano disperatamente di imporre nuovamente la loro autorità.

## Storia editoriale
La TSR sviluppò Dragonlance: Fifth Age per produrre un gioco di ruolo che non somigliasse a Dungeons & Dragons. A Sue piacque l'idea di un gioco maggiormente basato sulla narrazione.
Dragonlance: Fifth Age fu pubblicato nel 1996 come set in scatola contenente tre manuali formato A5 (The Book of the Fifth Age, Dusk or Dawn e Heroes of the New Age), un mazzo di carte fato, una mappa di Krynn, una scheda di riferimento rapida, una mappa di Ansalon (la zona di Krynn in cui è ambientato il gioco) e diciotto schede personaggio rappresentanti personaggi famosi dei romanzi. Il mazzo di carte era composto di 82 carte divise in nove semi, con nove carte per ogni seme eccetto uno di dieci carte. The Book of the Fifth Age è un manuale di 128 pagine che dettaglia il sistema di gioco, Dusk or Dawn un manuale di 96 pagine che presenta l'ambientazione e Heroes of a New Age un'avventura introduttiva di 48 pagine, che contiene uno scenario di esempio per nuovi eroi impegnati nel recuperare una gemma rubata di grande valore. Il gruppo viene attaccato da un drago verde e deve trovare il percorso all'interno di un complesso sotterraneo di una nazione nanesca.
Dragonlance: Fifth Age era già in progetto prima della pubblicazione dei I draghi dell'estate di fuoco e dovette essere adattato alla storia scritta da Margaret Weis e Tracy Hickman e ai cambiamenti introdotti nell'ambientazione, in particolare la scomparsa degli dei, per cui si decise di ambientare il gioco trent'anni dopo la fine del romanzo.

## Pubblicazioni
- William W. Connors & Sue Weinlein Cook (1996). Fifth Age Dramatic Adventure Game. ISBN 0-7869-0538-7. Manuale base che introduce i concetti principali per le avventure ambientate nella Quinta Era e il nuovo regolamento SAGA System. Comprende un mazzo di carte (necessario per SAGA), diversi moduli di spiegazione e un'avventura di introduzione.[5]
- Il ciclo Heroes of a New Age ("Eroi di una nuova Era"), composto da cinque numeri ognuno dei quali include una larga sezione manualistica (ogni uscita si occupa di diverse classi di personaggio) ed un'avventura legata alle altre, costituendo in tal modo una piccola campagna. Non sono quindi classificabili univocamente né come "manuali" né come "moduli di avventura", ma la parte manualistica è preponderante sul totale.
- Skip Williams (1996). Heroes of Steel ("Eroi d'acciaio"). ISBN 0-7869-0539-5. Manuale di introduzione sulle classi dei guerrieri e dei cavalieri. Contiene un'avventura che si svolge in parallelo al primo libro della trilogia di Jean Rabe La Quinta Era.[5]
- Steven Brown (1997). Heroes of Sorcery ("Eroi della Stregoneria"). ISBN 0-7869-0680-4. Manuale di introduzione sulle classi degli stregoni. Contiene la terza avventura del ciclo.[5]
- Sue Weinlein Cook, Duane Maxwell e Steve Miller (1998). Heroes of Hope ("Eroi della speranza"). ISBN 0-7869-0707-X. Manuale di introduzione sulle classi dei mistici. Contiene la quarta avventura del ciclo, che conclude la campagna iniziata nelle altre tre e si svolge in parallelo al terzo libro della trilogia di Jean Rabe La Quinta Era.[5]
- Skip Williams (1997). The Last Tower: The Legacy of Raistlin ("L'ultima torre: l'eredità di Raistlin"). ISBN 0-7869-0538-7. Manuale sulla magia nella quinta era. Comprende un'avventura.[5]
- Douglas Niles (1998). Wings of Fury ("Le ali della furia"). ISBN 0-7869-0722-3. Manuale sui draghi del mondo di Dragonlance nella Quinta Era. Contiene un'avventura.[5]
- Steve Miller (1998). Citadel of light ("La cittadella della luce"). ISBN 0-7869-0748-7. Manuale con descrizione di luoghi e personaggi legati alla Cittadella della Luce (luogo che ritornerà durante la trilogia della Guerra delle Anime). Contiene un'avventura, collegabile con la campagna dei quattro moduli di "Heroes of a New Age".[5]
- Stan! (1998). Palanthas. ISBN 0-7869-1199-9. Descrizione della città di Palanthas.[5]
- Stan! (1998). The Bestiary. ISBN 0-7869-0795-9. Descrizione dei mostri di Dragonlance, descritti dalla prospettiva di Caramon Majere
- (1998). Fate Deck. ISBN 0-7869-1145-X. Espansioni delle regole, copia del mazzo fato e una miniavventura (complessivamente quattro avventure sono state pubblicate)
- William W. Connors (1998). A Saga Companion. ISBN 0-7869-1197-2. Regole alternative e consigli per il narratore.

### Moduli
Collana Chaos War Adventures
Questa coppia di moduli costituisce un'unica campagna che si svolge in parallelo alle vicende di I draghi dell'estate di fuoco, raccontandone per esteso le battaglie campali, ed è compatibile sia con le regole AD&D 2ª edizione sia con le regole SAGA.
- Douglas Niles (1998). Seeds of Chaos ("I semi del Caos"). ISBN 0-7869-1198-0
- Douglas Niles (1999). Chaos Spawn ("La stirpe del Caos"). ISBN 0-7869-1372-X

Collana Battle Lines
- William W. Connors e Miranda Horner (1999). The Sylvan Veil ("Il velo silvano"). ISBN 0-7869-1329-0. Quest'avventura fa da prologo ad una delle tematiche della successiva trilogia di Weis e Hickman, La guerra delle anime.[5]
- Richard Dakan (2000). Rise of the Titans ("L'ascesa dei titani"). ISBN 0-7869-1396-7. Avventura dedicata soprattutto agli approfondimenti sugli orchi e sui titani, questi ultimi introdotti in Krynn da questo modulo.[5]

Altri
- Steve Miller & Stan! (1999). Dragonlance Classics 15th Anniversary Edition. ISBN 0-7869-1350-9. Rivisitazione della campagna classica DL1-DL5 con statistiche per essere giocata sia con il sistema SAGA che con AD&D.[5]

## Ricezione
A causa dei numerosi cambiamenti introdotti nell'ambientazione Dragonlance: Fifth Age fu accolto con sentimenti contrastanti. La maggior parte delle lamentele pare essere stata diretta ai cambiamenti nell'ambientazione, anche se il cambio totale di sistema di gioco pare avere aiutato.